# (11111) Repunit
(11111) Repunit (1995 WL) – planetoida z pasa głównego asteroid okrążająca Słońce w ciągu 5,05 lat w średniej odległości 2,94 j.a. Odkryta 16 listopada 1995 roku.